# Larry Cummins
Larry Cummins (eigentlich Laurence Michael Cummins; * 12. Januar 1889 in Kinsale; † 16. März 1954 in Cheltenham) war ein irischer Langstreckenläufer, der für das Vereinigte Königreich Großbritannien und Irland startete.
Bei den Olympischen Spielen 1920 in Antwerpen kam er im Crosslauf auf den 26. Platz.